# Lista siturilor arheologice din județul Sibiu - A
Lista siturilor arheologice din județul Sibiu - A conține toate siturile arheologice din județul Sibiu înscrise în Repertoriul Arheologic Național (RAN) și aflate în localități al căror nume începe cu litera A. RAN este administrat de Ministerul Culturii și Patrimoniului Național și cuprinde date științifice, cartografice, topografice, imagini și planuri, precum și orice alte informații privitoare la zonele cu potențial arheologic, studiate sau nu, încă existente sau dispărute.
Puteți căuta un sit din localitățile care încep cu litera A folosind formularul de mai jos sau puteți naviga prin toate siturile din județ la Lista siturilor arheologice din județul Sibiu.
| Cod RAN                                    | Denumire | Localitate                                 | Adresă                                                         | Datare                                                                    | Descoperit            | Coordonate                                              | Imagine                                                           | Erori            |
| ------------------------------------------ | --- | ------------------------------------------ | -------------------------------------------------------------- | ------------------------------------------------------------------------- | --------------------- | ------------------------------------------------------- | ----------------------------------------------------------------- | ---------------- |
| 143691.01 (Cod LMI: SB-I-s-A-11927)        | Situl arheologic din epoca romană de la Agnita (Categorie: locuire) (Tip: așezare și necropolă)                                                                            | oraș Agnita                                |                                                                | sec. II - III d.Hr.                                                       |                       |                                                         | Încărcați imagine                                                 | Raportați eroare |
| 143691.01.01 (Cod LMI: SB-I-s-A-11927)     | Situl arheologic din epoca romană de la Agnita / ansamblu anonim (Categorie: locuire) (Tip: Așezare)                                                                       | oraș Agnita                                |                                                                | sec. II - III d.Hr.                                                       |                       |                                                         | Încărcați imagine                                                 | Raportați eroare |
| 143691.01.02 (Cod LMI: SB-I-m-A-11927.02)  | Situl arheologic din epoca romană de la Agnita / ansamblu anonim (Categorie: locuire) (Tip: Necropolă)                                                                     | oraș Agnita                                |                                                                | sec. II - III d.Hr.                                                       |                       |                                                         | Încărcați imagine                                                 | Raportați eroare |
| 143897.01 (Cod LMI: SB-I-s-A-11928)        | Așezarea medievală de la Alțina (Categorie: locuire civilă) (Tip: așezare)                                                                                                 | sat Alțina, comuna Alțina                  |                                                                | sec. XII - XIII d.Hr.                                                     |                       |                                                         | Încărcați imagine                                                 | Raportați eroare |
| 143897.01.01 (Cod LMI: SB-I-s-A-11928)     | Așezarea medievală de la Alțina / ansamblu anonim (Categorie: locuire civilă) (Tip: Așezare)                                                                               | sat Alțina, comuna Alțina                  |                                                                | sec. XII - XIII d.Hr.                                                     |                       |                                                         | Încărcați imagine                                                 | Raportați eroare |
| 143977.01.02 (Cod LMI: SB-I-m-A-11937.01)  | Situl arheologic de la Arpașu de Sus - "Calea Fânului" / ansamblu anonim (Categorie: locuire civilă) (Tip: Așezare fortificată)                                            | sat Arpașu de Sus, comuna Arpașu de Jos    | Calea Fânului                                                  | sec. I î.Hr. - I d.Hr.                                                    |                       |                                                         | Încărcați imagine                                                 | Raportați eroare |
| 143977.01.01 (Cod LMI: SB-I-m-A-11937.02)  | Situl arheologic de la Arpașu de Sus - "Calea Fânului" / ansamblu anonim (Categorie: locuire civilă) (Tip: Așezare)                                                        | sat Arpașu de Sus, comuna Arpașu de Jos    | Calea Fânului                                                  |                                                                           |                       |                                                         | Încărcați imagine                                                 | Raportați eroare |
| 143977.01.03 (Cod LMI: SB-I-m-A-11937.03)  | Situl arheologic de la Arpașu de Sus - "Calea Fânului" / ansamblu anonim (Categorie: locuire civilă) (Tip: Așezare fortificată)                                            | sat Arpașu de Sus, comuna Arpașu de Jos    | Calea Fânului                                                  | dacică                                                                    |                       |                                                         | Încărcați imagine                                                 | Raportați eroare |
| 144946.01.01 (Cod LMI: SB-I-s-A-11932)     | Villa rustica de la Apoldu de Sus - "Curtea Velii" / ansamblu Fermă romană (Categorie: locuire civilă) (Tip: Villa rustica)                                                | sat Apoldu de Sus, oraș Miercurea Sibiului | Curtea Velii                                                   | romană sec. II - III d.Hr.                                                |                       | 46°26′08″N 24°23′54″E / 46.4356944444°N 24.3984111111°E | Încărcați imagine                                                 | Raportați eroare |
| 143931.01.01 (Cod LMI: SB-I-s-B-11930)     | Situl arheologic din epoca romană de la Apoldu de Jos - "Între Apoalde" / ansamblu anonim (Categorie: locuire) (Tip: Așezare)                                              | sat Apoldu de Jos, comuna Apoldu de Jos    | Între Apoalde (pt. obiectivul 1), La Rodeni (pt. obiectivul 4) | sec. II - III d.Hr.                                                       |                       |                                                         | Încărcați imagine                                                 | Raportați eroare |
| 143931.01.03 (Cod LMI: SB-I-m-B-11930.02)  | Situl arheologic din epoca romană de la Apoldu de Jos - "Între Apoalde" / ansamblu anonim (Categorie: locuire) (Tip: Necropolă)                                            | sat Apoldu de Jos, comuna Apoldu de Jos    | Între Apoalde (pt. obiectivul 1), La Rodeni (pt. obiectivul 4) | sec. II - III d.Hr.                                                       |                       |                                                         | Încărcați imagine                                                 | Raportați eroare |
| 143931.01.04 (Cod LMI: SB-I-m-B-11930.03)  | Situl arheologic din epoca romană de la Apoldu de Jos - "Între Apoalde" / ansamblu anonim (Categorie: locuire) (Tip: Villa rustica)                                        | sat Apoldu de Jos, comuna Apoldu de Jos    | Între Apoalde (pt. obiectivul 1), La Rodeni (pt. obiectivul 4) | sec. II - III d.Hr.                                                       |                       |                                                         | Încărcați imagine                                                 | Raportați eroare |
| 143931.01.02 (Cod LMI: SB-I-m-B-11930.01)  | Situl arheologic din epoca romană de la Apoldu de Jos - "Între Apoalde" / ansamblu anonim (Categorie: locuire) (Tip: Drum)                                                 | sat Apoldu de Jos, comuna Apoldu de Jos    | Între Apoalde (pt. obiectivul 1), La Rodeni (pt. obiectivul 4) | sec. II - III d.Hr.                                                       |                       |                                                         | Încărcați imagine                                                 | Raportați eroare |
| 144946.02.02 (Cod LMI: SB-I-m-A-11933.01)  | Situl arheologic de la Apoldu de Sus / ansamblu anonim (Categorie: locuire civilă) (Tip: Așezare)                                                                          | sat Apoldu de Sus, oraș Miercurea Sibiului |                                                                | geto-dacică                                                               |                       |                                                         | Încărcați imagine                                                 | Raportați eroare |
| 144946.02.01 (Cod LMI: SB-I-s-A-11933)     | Situl arheologic de la Apoldu de Sus / ansamblu anonim (Categorie: locuire civilă) (Tip: Așezare)                                                                          | sat Apoldu de Sus, oraș Miercurea Sibiului |                                                                |                                                                           |                       |                                                         | Încărcați imagine                                                 | Raportați eroare |
| 144946.03 (Cod LMI: SB-I-s-A-11934)        | Situl arheologic de la Apoldu de Sus - "Apold" (Categorie: locuire) (Tip: așezare)                                                                                         | sat Apoldu de Sus, oraș Miercurea Sibiului | Apold                                                          | sec. IV - V d.Hr., sec. IX - XII d.Hr., sec. II -                         |                       |                                                         | Încărcați imagine                                                 | Raportați eroare |
| 144946.03.01 (Cod LMI: SB-I-s-A-11934)     | Situl arheologic de la Apoldu de Sus - "Apold" / ansamblu anonim (Categorie: locuire) (Tip: Fermă)                                                                         | sat Apoldu de Sus, oraș Miercurea Sibiului | Apold                                                          | sec. II - III d.Hr.                                                       |                       |                                                         | Încărcați imagine                                                 | Raportați eroare |
| 144946.03.02 (Cod LMI: SB-I-s-A-11934)     | Situl arheologic de la Apoldu de Sus - "Apold" / ansamblu anonim (Categorie: locuire) (Tip: Locuire)                                                                       | sat Apoldu de Sus, oraș Miercurea Sibiului | Apold                                                          | sec. IV - V d.Hr.                                                         |                       |                                                         | Încărcați imagine                                                 | Raportați eroare |
| 144946.03.03 (Cod LMI: SB-I-s-A-11934)     | Situl arheologic de la Apoldu de Sus - "Apold" / ansamblu anonim (Categorie: locuire) (Tip: Locuire)                                                                       | sat Apoldu de Sus, oraș Miercurea Sibiului | Apold                                                          | sec. IX - XII d.Hr.                                                       |                       |                                                         | Încărcați imagine                                                 | Raportați eroare |
| 144946.04.01 (Cod LMI: SB-I-s-A-11935)     | Așezarea din epoca romană de la Apoldu de Sus - "Gorgan Luncă" / ansamblu anonim (Categorie: locuire civilă) (Tip: Așezare rurală)                                         | sat Apoldu de Sus, oraș Miercurea Sibiului | Gorgan Luncă                                                   | sec. II - III d.Hr.                                                       | I. Ghiurghievici 1933 |                                                         | Încărcați imagine                                                 | Raportați eroare |
| 144946.05.01 (Cod LMI: SB-I-s-A-11936)     | Situl arheologic din epoca romană de la Apoldu de Sus - "Levejoare" / ansamblu Fermă romană (Categorie: locuire) (Tip: Fermă)                                              | sat Apoldu de Sus, oraș Miercurea Sibiului | Levejoare                                                      | sec. II - III d.Hr.                                                       |                       |                                                         | Încărcați imagine                                                 | Raportați eroare |
| 143931.02.01 (Cod LMI: SB-I-s-A-11931)     | Situl arheologic din epoca romană de la Apoldu de Jos - "Roștat" / ansamblu anonim (Categorie: locuire) (Tip: Fermă)                                                       | sat Apoldu de Jos, comuna Apoldu de Jos    | Roștat                                                         | sec. II - III d.Hr.                                                       |                       |                                                         | Încărcați imagine                                                 | Raportați eroare |
| 144009.01.01 (Cod LMI: SB-I-s-A-11938)     | Așezarea romană de la Ațel - "Matz" / ansamblu anonim (Categorie: locuire civilă) (Tip: Așezare rurală)                                                                    | sat Ațel, comuna Ațel                      | Matz                                                           | sec. II - III d.Hr.                                                       |                       |                                                         | Încărcați imagine                                                 | Raportați eroare |
| 144009.02 (Cod LMI: SB-I-s-A-11939)        | Fortificația de pământ de la Ațel (Categorie: fortificație) (Tip: fortificație)                                                                                            | sat Ațel, comuna Ațel                      |                                                                |                                                                           |                       |                                                         | Încărcați imagine                                                 | Raportați eroare |
| 144009.02.01 (Cod LMI: SB-I-s-A-11939)     | Fortificația de pământ de la Ațel / ansamblu anonim (Categorie: fortificație) (Tip: Fortificație de pământ)                                                                | sat Ațel, comuna Ațel                      |                                                                |                                                                           |                       |                                                         | Încărcați imagine                                                 | Raportați eroare |
| 143931.03.01                               | Situl arheologic de la Apoldu de Jos - "Gorganu" / ansamblu anonim (Categorie: locuire) (Tip: Necropolă tumulară)                                                          | sat Apoldu de Jos, comuna Apoldu de Jos    | Gorganu                                                        |                                                                           | 2001                  |                                                         | Încărcați imagine                                                 | Raportați eroare |
| 143931.03.02                               | Situl arheologic de la Apoldu de Jos - "Gorganu" / ansamblu anonim (Categorie: locuire) (Tip: Așezare)                                                                     | sat Apoldu de Jos, comuna Apoldu de Jos    | Gorganu                                                        |                                                                           | 2001                  |                                                         | Încărcați imagine                                                 | Raportați eroare |
| 143977.02.01                               | Așezarea medievală de la Arpașu de Sus - "Luncile Glăjăriei" / ansamblu Colonia de sticlari (Categorie: locuire civilă) (Tip: Așezare)                                     | sat Arpașu de Sus, comuna Arpașu de Jos    | Luncile Glăjăriei                                              | sec. XVIII-XIX d.Hr.                                                      |                       |                                                         | Încărcați imagine                                                 | Raportați eroare |
| 143977.02.01                               | Așezarea medievală de la Arpașu de Sus - "Luncile Glăjăriei" / ansamblu Colonia de sticlari / complex anonim (Categorie: locuire civilă) (Tip: instalație de topit sticla) | sat Arpașu de Sus, comuna Arpașu de Jos    | Luncile Glăjăriei                                              | sec. XVIII                                                                |                       |                                                         | Încărcați imagine                                                 | Raportați eroare |
| 144134.01.01                               | Așezarea de la Agârbiciu - "Pășunea din Deal" / ansamblu anonim (Categorie: locuire civilă) (Tip: Așezare)                                                                 | sat Agârbiciu, comuna Axente Sever         | Pășunea din Deal                                               | Petrești                                                                  |                       |                                                         | Încărcați imagine                                                 | Raportați eroare |
| 144811.01.01                               | Așezarea eneolitică de la Alămor / ansamblu anonim (Categorie: locuire civilă) (Tip: Așezare)                                                                              | sat Alămor, comuna Loamneș                 |                                                                | Petrești                                                                  |                       |                                                         | Încărcați imagine                                                 | Raportați eroare |
| 144125.02                                  | Așezarea de la Axente Sever (Categorie: locuire civilă) (Tip: așezare) | sat Axente Sever, comuna Axente Sever      |                                                                |                                                                           |                       |                                                         | Încărcați imagine                                                 | Raportați eroare |
| 144125.02.01                               | Așezarea de la Axente Sever / ansamblu anonim (Categorie: locuire civilă) (Tip: Așezare)                                                                                   | sat Axente Sever, comuna Axente Sever      |                                                                |                                                                           |                       |                                                         | Încărcați imagine                                                 | Raportați eroare |
| 144134.02.01                               | Biserica gotică de la Agârbiciu / ansamblu Biserica fortificată (Categorie: structură de cult/religioasă) (Tip: Biserică)                                                  | sat Agârbiciu, comuna Axente Sever         | 383                                                            | sec. XIV d.Hr.                                                            |                       |                                                         | Încărcați imagine                                                 | Raportați eroare |
| 144134.02.02                               | Biserica gotică de la Agârbiciu / ansamblu anonim (Categorie: structură de cult/religioasă) (Tip: Zid de împrejmuire)                                                      | sat Agârbiciu, comuna Axente Sever         | 383                                                            | sf. sec. XV - înc. sec. XVI                                               |                       |                                                         | Încărcați imagine                                                 | Raportați eroare |
| 143691.02.01 (Cod LMI: SB-II-a-A-12196)    | Ansamblul bisericii evanghelice fortificate din Agnita / ansamblu anonim (Categorie: locuire) (Tip: Cetate sătească)                                                       | oraș Agnita                                | str. Agnita Nouă 1                                             | sec. 2/2 XV - XVI                                                         |                       | 45°58′24″N 24°37′22″E / 45.97347°N 24.62277°E           | Încărcați imagine                                                 | Raportați eroare |
| 143691.02.02 (Cod LMI: SB-II-m-A-12196.01) | Ansamblul bisericii evanghelice fortificate din Agnita / ansamblu anonim (Categorie: locuire) (Tip: Biserică)                                                              | oraș Agnita                                | str. Agnita Nouă 1                                             | sec. 2/2 XIII; înc. sec. XV (cca. 1407)                                   |                       |                                                         | Încărcați imagine                                                 | Raportați eroare |
| 143691.02.03 (Cod LMI: SB-II-m-A-12196.02) | Ansamblul bisericii evanghelice fortificate din Agnita / ansamblu Turn de poartă (al olarilor) (Categorie: locuire) (Tip: Turn)                                            | oraș Agnita                                | str. Agnita Nouă 1                                             | a doua jum. a sec. XV - XVI                                               |                       | 45°58′27″N 24°37′22″E / 45.9740380556°N 24.6227969444°E | Încărcați imagine                                                 | Raportați eroare |
| 143691.02.04 (Cod LMI: SB-II-m-A-12196.03) | Ansamblul bisericii evanghelice fortificate din Agnita / ansamblu Turn estic (al fierarilor) (Categorie: locuire) (Tip: Turn)                                              | oraș Agnita                                | str. Agnita Nouă 1                                             | a doua jum. a sec. XV - XVI                                               |                       |                                                         | Încărcați imagine                                                 | Raportați eroare |
| 143691.02.05 (Cod LMI: SB-II-m-A-12196.04) | Ansamblul bisericii evanghelice fortificate din Agnita / ansamblu Turn sud-estic (al croitorilor) (Categorie: locuire) (Tip: Turn)                                         | oraș Agnita                                | str. Agnita Nouă 1                                             | a doua jum. a sec. XV - XVI                                               |                       |                                                         | Încărcați imagine                                                 | Raportați eroare |
| 144018.01.02                               | Biserica medievală de la Alma / ansamblu Biserica cu turn (Categorie: structură de cult/religioasă) (Tip: Biserică)                                                        | sat Alma, comuna Alma                      | 53                                                             | sf. sec. XV - înc. sec. XVI (1502?); transf. sec. XVIII (1718), turn-1902 |                       |                                                         | Încărcați imagine                                                 | Raportați eroare |
| 144018.01.01                               | Biserica medievală de la Alma / ansamblu Școala veche (Categorie: structură de cult/religioasă) (Tip: Școală)                                                              | sat Alma, comuna Alma                      | 53                                                             | sf. sec. XV - înc. sec. XVI (1502?); transf. sec. XVIII (1718), turn-1902 |                       |                                                         | Încărcați imagine                                                 | Raportați eroare |
| 145122.01.01 (Cod LMI: SB-II-m-A-12309.01) | Ansamblul bisericii evanghelice fortificate de la Alma Vii / ansamblu Biserică fortificată (Categorie: locuire) (Tip: Biserică)                                            | sat Alma Vii, comuna Moșna                 | Bisericii Centrală                                             | sec. XIV; transf. 1804                                                    |                       |                                                         | Încărcați imagine                                                 | Raportați eroare |
| 145122.01.02 (Cod LMI: SB-II-m-A-12309.02) | Ansamblul bisericii evanghelice fortificate de la Alma Vii / ansamblu anonim (Categorie: locuire) (Tip: Cetate sătească)                                                   | sat Alma Vii, comuna Moșna                 | Bisericii Centrală                                             | sec. XIV; transf. 1804                                                    |                       |                                                         | Încărcați imagine                                                 | Raportați eroare |
| 143897.02.01 (Cod LMI: SB-II-m-A-12310.02) | Ansamblul bisericii evanghelice fortificate de la Alțina / ansamblu Ruinele cetății sătești (Categorie: locuire) (Tip: Cetate sătească)                                    | sat Alțina, comuna Alțina                  | 443                                                            | sec. XIII; sec. XV - XVI                                                  |                       |                                                         | Încărcați imagine                                                 | Raportați eroare |
| 143897.02.02 (Cod LMI: SB-II-m-A-12310.01) | Ansamblul bisericii evanghelice fortificate de la Alțina / ansamblu anonim (Categorie: locuire) (Tip: Biserică)                                                            | sat Alțina, comuna Alțina                  | 443                                                            | sec. XIII; transf. în 1510, turn 1853-1859                                |                       |                                                         | Încărcați imagine                                                 | Raportați eroare |
| 144009.03.01 (Cod LMI: SB-II-m-A-12316.03) | Ansamblul bisericii evanghelice fortificate de la Ațel / ansamblu anonim (Categorie: locuire) (Tip: Cetate sătească)                                                       | sat Ațel, comuna Ațel                      | 100                                                            | sf. sec. XV - XVI                                                         |                       |                                                         | Încărcați imagine                                                 | Raportați eroare |
| 144009.03.02 (Cod LMI: SB-II-m-A-12316.01) | Ansamblul bisericii evanghelice fortificate de la Ațel / ansamblu anonim (Categorie: locuire) (Tip: Biserică)                                                              | sat Ațel, comuna Ațel                      | 100                                                            | sec. 4/4 XIV - XVII                                                       |                       |                                                         | Încărcați imagine                                                 | Raportați eroare |
| 144009.03.03 (Cod LMI: SB-II-m-A-12316.02) | Ansamblul bisericii evanghelice fortificate de la Ațel / ansamblu anonim (Categorie: locuire) (Tip: Turn)                                                                  | sat Ațel, comuna Ațel                      | 100                                                            | sec. XVI                                                                  |                       |                                                         | Încărcați imagine                                                 | Raportați eroare |
| 144063.04.01 (Cod LMI: SB-II-m-A-12318.01) | Biserica evanghelică fortificată de la Avrig / ansamblu anonim (Categorie: structură de cult/religioasă) (Tip: Biserică)                                                   | oraș Avrig                                 | str. Lazăr Gheorghe 12                                         | 1270 - 1280; transf. sec. XVI                                             |                       |                                                         | Încărcați imagine                                                 | Raportați eroare |
| 144063.04.02 (Cod LMI: SB-II-m-A-12318.02) | Biserica evanghelică fortificată de la Avrig / ansamblu anonim (Categorie: structură de cult/religioasă) (Tip: Zid de incintă)                                             | oraș Avrig                                 | str. Lazăr Gheorghe 12                                         | sec. XV d.Hr.                                                             |                       |                                                         | Încărcați imagine                                                 | Raportați eroare |
| 144063.01.01 (Cod LMI: SB-II-m-A-12319.01) | Ansamblul castelului Brukenthal / ansamblu Castelul Brukenthal (Categorie: construcție) (Tip: Castel)                                                                      | oraș Avrig                                 | str. Lazăr Gheorghe 39                                         | 2/2 sec. XVIII                                                            |                       | 45°43′38″N 24°22′40″E / 45.72722°N 24.37778°E           | Încărcați imagine                                                 | Raportați eroare |
| 144063.01.02 (Cod LMI: SB-II-m-A-12319.03) | Ansamblul castelului Brukenthal / ansamblu anonim (Categorie: construcție) (Tip: Parc)                                                                                     | oraș Avrig                                 | str. Lazăr Gheorghe 39                                         | 2/2 sec. XVIII                                                            |                       | 45°43′38″N 24°22′40″E / 45.72722°N 24.37778°E           | Clic pentru mai multe imagini cu 144063.01.02 · Încărcați imagine | Raportați eroare |
| 144063.01.03 (Cod LMI: SB-II-m-A-12319.02) | Ansamblul castelului Brukenthal / ansamblu anonim (Categorie: construcție) (Tip: Oranjerie)                                                                                | oraș Avrig                                 | str. Lazăr Gheorghe 39                                         | 2/2 sec. XVIII                                                            |                       | 45°43′38″N 24°22′40″E / 45.72722°N 24.37778°E           | Încărcați imagine                                                 | Raportați eroare |
| 144125.01.01 (Cod LMI: SB-II-m-A-12321.02) | Ansamblul bisericii evanghelice fortificate de la Axente Sever / ansamblu anonim (Categorie: locuire) (Tip: Cetate sătească)                                               | sat Axente Sever, comuna Axente Sever      | 316                                                            | sf. sec. XV - XVI                                                         |                       |                                                         | Încărcați imagine                                                 | Raportați eroare |
| 144125.01.02 (Cod LMI: SB-II-m-A-12321.01) | Ansamblul bisericii evanghelice fortificate de la Axente Sever / ansamblu Biserica fortificată (Categorie: locuire) (Tip: Biserică)                                        | sat Axente Sever, comuna Axente Sever      | 316                                                            | sf. sec. XV - XVI                                                         |                       |                                                         | Încărcați imagine                                                 | Raportați eroare |
| 144125.01.03 (Cod LMI: SB-II-a-A-12321)    | Ansamblul bisericii evanghelice fortificate de la Axente Sever / ansamblu anonim (Categorie: locuire) (Tip: necropolă)                                                     | sat Axente Sever, comuna Axente Sever      | 316                                                            |                                                                           |                       | 46°05′32″N 24°12′50″E / 46.0922222222°N 24.2138888889°E | Încărcați imagine                                                 | Raportați eroare |
| 144125.01.04 (Cod LMI: SB-II-a-A-12321)    | Ansamblul bisericii evanghelice fortificate de la Axente Sever / ansamblu anonim (Categorie: locuire) (Tip: Așezare)                                                       | sat Axente Sever, comuna Axente Sever      | 316                                                            | Coțofeni                                                                  |                       | 46°05′32″N 24°12′50″E / 46.0922222222°N 24.2138888889°E | Încărcați imagine                                                 | Raportați eroare |
| 144063.02.01                               | Cetatea medievală de la Avrig - "La Cetate" / ansamblu anonim (Categorie: locuire) (Tip: fortificație)                                                                     | oraș Avrig                                 | La Cetate                                                      |                                                                           |                       | 45°38′52″N 24°25′01″E / 45.64771°N 24.417°E             | Încărcați imagine                                                 | Raportați eroare |
| 144134.03.01                               | Necropola de inhumație de la Agârbiciu / ansamblu anonim (Categorie: descoperire funerară) (Tip: Necropolă de inhumație)                                                   | sat Agârbiciu, comuna Axente Sever         |                                                                |                                                                           |                       |                                                         | Încărcați imagine                                                 | Raportați eroare |
| 144134.03.01                               | Necropola de inhumație de la Agârbiciu / ansamblu anonim (Categorie: descoperire funerară) (Tip: Necropolă de inhumație)                                                   | sat Agârbiciu, comuna Axente Sever         |                                                                |                                                                           |                       |                                                         | Încărcați imagine                                                 | Raportați eroare |
| 144018.02.01                               | Așezarea din epoca migrațiilor de la Alma - "Podei" / ansamblu anonim (Categorie: locuire) (Tip: așezare)                                                                  | sat Alma, comuna Alma                      | Podei                                                          | sec. IV-VI d.Hr.                                                          |                       |                                                         | Încărcați imagine                                                 | Raportați eroare |
| 143897.03                                  | Topoare eneolitice de la Alțina (Categorie: descoperiri izolate de artefacte) (Tip: obiect izolat)                                                                         | sat Alțina, comuna Alțina                  |                                                                |                                                                           |                       |                                                         | Încărcați imagine                                                 | Raportați eroare |
| 143897.04.01                               | Depozitul de bronzuri de la Alțina - "Vuer der Muerkell" / ansamblu anonim (Categorie: depozit/tezaur) (Tip: Depozit)                                                      | sat Alțina, comuna Alțina                  | Vuer der Muerkell                                              | Hallstatt - A                                                             | 1886                  |                                                         | Încărcați imagine                                                 | Raportați eroare |
| 145523.01.01                               | Biserica cu hramul "Sf. Mihail" de la Amnaș / ansamblu anonim (Categorie: construcție de cult) (Tip: Biserică)                                                             | localitate componentă Amnaș, oraș Săliște  |                                                                | jumătatea secolului al XV-lea                                             |                       |                                                         | Încărcați imagine                                                 | Raportați eroare |
| 145523.02.01                               | Tezaurul cu denari republicani de la Amnaș - "Gropile Hoților" / ansamblu anonim (Categorie: depozit/tezaur) (Tip: tezaur)                                                 | localitate componentă Amnaș, oraș Săliște  | Gropile Hoților                                                |                                                                           | 1850                  |                                                         | Încărcați imagine                                                 | Raportați eroare |